# Andy (chanson)
Pour les articles homonymes, voir Andy.
Pistes de The No Comprendo
Les Histoires d'A.
(1) C'est comme ça
(3)
Andy est une chanson des Rita Mitsouko sortie comme single en 1986, en même temps que la face B Un soir, un chien. Elle est présente sur l'album The No Comprendo (1986).
C'est à cette période que le groupe ajoute le « Les » devant Rita Mitsouko afin qu'il n'y ait pas de confusion sur le nom du groupe qui ne désigne pas une personne.
La chanson fait référence à Andy Capp, héros d'une bande-dessinée éponyme créé par l'auteur anglais Reg Smythe.
Andy est notamment utilisée dans les films Ma saison préférée (1993) d'André Téchiné, … Comme elle respire (1998) de Pierre Salvadori et Nos 18 ans de Frédéric Berthe (2008).
Le clip est réalisé par Philippe Gautier, en versions anglaise et française.
Le titre est interprété lors de la cérémonie d'ouverture des Jeux olympiques de Paris 2024.